# Jorge Michel Grau
Jorge Michel Grau (Mèxic, 1973) és un director, escriptor i productor mexicà. Entre altres pel·lícules va dirigir Somos lo que hay en 2010, pel·lícula amb què es va donar a conèixer en el mitjà cinematogràfic.

## Carrera

### Primers anys
Jorge Michel va estudiar la carrera de Comunicació en la Universitat Nacional Autònoma de Mèxic (UNAM) entre 1994 i 1998 i posteriorment es va graduar amb honors del Centro de Capacitación Cinematográfica (CCC) amb el títol de Director de Cinema.
Va començar produint documentalés culturals i programes per a la televisió educativa de Mèxic. També ha participat com a Gerent de Producció en diversos films produïts per l'Instituto Mexicano de Cinematografía (IMCINE), el CCC produccions independents.
En 2004 s'especialitza en direcció de cinema en la Escola Superior de Cinema i Audiovisuals de Catalunya (ESCAC), a Barcelona. En 2005 va estudiar direcció d'escena a l'Escuela de Teatro de la Universidad Nacional (CUT) amb Raúl Quintanilla i direcció d'art amb el professor Alejandro Luna en el CCC. Se li va atorgar una beca del Fondo Nacional para la Cultura y las Artes (FONCA) en el seu programa de suport per a estudis a l'estranger i en 2009 va rebre finançament per al seu primer projecte cinematogràfic.

### Som el que hi ha
Com a director cinematogràfic va treballar en curts de 2003 a 2007, sent el seu debut en un llargmetratge amb Somos lo que hay, el·lícula seleccionada per a competir en la Quinzena de Realitzadors del Festival de Cinema de Canes de 2010 com a part de la Selecció oficial per a la Càmera d'Or, i en el 48° Festival de Cinema de Nova York 2010.
La pel·lícula ha obtingut el Premi Especial del Jurat Hugo de Plata en la competència internacional del Festival Internacional de Cinema de Chicago, Premi Sequense en el Festival Internacional de Cinema Fantasia, en Mont-real, Millor Pel·lícula i Guió de la Nova Ona en el Fantastic Fest de Austin.
Jorge va triar participar en el Laboratori de Joves Productors en el Festival Internacional de Cinema de Morelia, i al Campus de Talent Visionari organitzat pel Festival Internacional de Cinema de Berlín en el Festival Internacional de Cinema de Guadalajara al març de 2008.

### Treball acadèmic
És professor de Producció, Assistent de Direcció i Logística de Set en el CCC, així com assessor de tesi de projectes. També ensenya Producció de Cinema en el programa extracurricular en la Facultat de Ciències Socials de la UNAM.
Va publicar l'articleo Un pays pris en otage par l'insecurité especialment de cinema de la revista Le Monde Magazine, a França durant el Festival de Canes de 2010.

## Filmografia
- Somos lo que hay, 2010.
- Big Sky (A Cielo Abierto), 2014 (estrena programada)
- 7:19, 2016
- Perdida, 2019 (adaptació de la pel·lícula colombiana La cara oculta de 2011, d'Andrés Baiz)[3]